# Panotima luculenta
Panotima luculenta is een vlinder uit de familie grasmotten (Crambidae). De wetenschappelijke naam van deze soort is voor het eerst gepubliceerd in 1942 door Jean Ghesquière.
De soort komt voor in Congo-Kinshasa.